# 佐々木禎
佐々木 禎（ささき　ただし、1953年1月11日 - ）は、静岡県出身のフリースタイルのレスリング選手である。階級は57kg級。

## 来歴
稲取高校から日体大に進むと、1973年のユニバーシアード57kg級で優勝した。1974年には全日本選手権でも優勝を飾った。世界選手権では4位だった。卒業後は稲取高校教員になるが、1976年の全日本選手権では3位にとどまり、モントリオールオリンピックには出場できなかった。1977年の全日本選手権では3年ぶり2度目の優勝を遂げると、世界選手権でも優勝を果たした。現在は静岡県レスリング協会の理事長を務める。

## 主な戦績
- 1973年 -　ユニバーシアード　優勝
- 1974年 -　全日本選手権　2位
- 1974年 -　世界選手権　4位
- 1974年 -　アジア大会　2位
- 1976年 -　全日本選手権　3位
- 1977年 -　全日本選手権　優勝
- 1977年 -　世界選手権　優勝